# 周際歧
周際歧，一名周际华，字石藩，贵州贵阳人，清朝政治人物、進士出身。

## 生平
嘉慶六年（1801年）辛酉恩科進士，三甲五十名，后由中書改教授，官河南輝縣、江蘇江都等縣，兼署泰州知府，著有《省心錄》、《輝縣誌》。